# Pulau Taitaitanopo
Pulau Taitaitanopo är en ö i Indonesien.   Den ligger i provinsen Sumatera Barat, i den västra delen av landet, 800 km väster om huvudstaden Jakarta. Arean är 14,0 kvadratkilometer.
Terrängen på Pulau Taitaitanopo är mycket platt. Öns högsta punkt är 50 meter över havet. Den sträcker sig 6,7 kilometer i nord-sydlig riktning, och 5,3 kilometer i öst-västlig riktning.